# The Unknown Terror
The Unknown Terror è un film del 1957 diretto da Charles Marquis Warren.
Il film è uscito nelle sale negli Stati Uniti nell'agosto del 1957 in doppia programmazione con Back from the Dead.

## Trama
Il milionario Dan Matthews organizza una spedizione nel sud del continente americano alla ricerca del cognato Jim Wheatley, scomparso mentre era alla ricerca di una grotta conosciuta come Cueva Muerta, la "Grotta dei morti". Ad una festa pre-spedizione, si presenta a casa Matthews Pete Morgan. Pete, Dan e Gina Wheatley erano stati un triangolo amoroso. Pete salvò la vita di Dan in una precedente spedizione, ma rimase ferito alla gamba destra rendendolo zoppo in modo permanente; dopo l'infortunio, Gina e Dan si sono sposati. Convince Dan a portarlo con sé nella nuova spedizione.
Sir Lancelot, il re del Calypso, esegue una canzone con testi criptici che Dan ritiene facciano riferimento alla Caverna dei morti: «Laggiù, laggiù in fondo alla caverna senza fondo/Laggiù, laggiù oltre l'ultima tomba/Se ha la stoffa della fama/Se è degno del suo nome/Potrebbe avere un'altra possibilità ma non è mai più lo stesso/Deve soffrire per rinascere.» Quando Dan chiede a Raoul Koom, un nativo il cui villaggio è forse vicino alla caverna, di interpretare la canzone, Raoul si rifiuta dicendo che è meglio per lui e per loro se tiene la bocca chiusa. Tuttavia Dan riesce a convincere l'uomo a condurlo al suo villaggio. Poco tempo dopo Dan, Gina, Pete e Raoul partono alla ricerca della caverna.
Al loro arrivo nel villaggio di Raoul, questi scappa facendo perdere le sue tracce e Dan, Gina e Pete vengono indirizzati verso la casa del "dottore americano" Ramsey. Entrati in casa del medico, lo trovano intento a far bollire la frutta in una grande pentola e a metterla in barattoli di vetro. Ramsey, che è sposato con una paesana - Concha - che tratta come una serva, afferma di vivere lì da 15 anni e di studiare funghi e muffe necessari per lo sviluppo di antibiotici. L'uomo dice anche che non esiste nessuna Grotta dei morti e che appena sente che gli indigeni si preparano a compiere un sacrificio umano per il loro dio della morte egli si precipita a reclamare la vittima per poi inviarla in un luogo sicuro. Quando quella sera Concha fa cadere accidentalmente un barattolo di frutta, Ramsey la picchia con una frusta. Pete lo ferma, ma Gina nota che la frutta ha dei funghi che crescono su di essa. Ramsey dice loro che usa la frutta per le sue ricerche sui funghi. Dan e Gina si recano poi al villaggio dove l'uomo si offre di pagare 200 dollari a chiunque li condurrà alla grotta.
Concha conduce Pete e Dan in un posto dove, a detta della donna, si possono sentire le voci dei morti provenienti da sottoterra. Mentre essi sono via, un uomo dal volto sfigurato da quelli che sembrano essere funghi cerca di entrare in casa del dottore. Spaventata Gina fugge nella giungla, ma viene inseguita dall'uomo che viene però ucciso da due indigeni di passaggio.
Più tardi quella notte, Lino, il servitore di Ramsey, accetta di guidare Dan e Pete all'ingresso della grotta. Mentre esplorano la grotta, Dan e Pete trovano diversi scheletri e il corpo di Raoul. Nel frattempo scoppia una tempesta e l'acqua allaga la grotta, intrappolando Dan in un cunicolo. Pete scappa e torna a casa di Ramsey. Appena la tempesta si placa, Pete e Gina tornano alla grotta, di nuovo guidati da Lino. Dopo che i due sono entrati nel cunicolo dov'era Dan, Lino fa esplodere una carica di dinamite per intrappolarli all'interno. L'esplosione provoca però anche una frana che investe l'uomo uccidendolo.
Pete e Gina trovano Dan, con la schiena spezzata. L'uomo li avverte che Jim è morto e di stare attenti agli uomini-mostro che vivono nella caverna. Gli uomini-mostro attaccano, ma Pete li combatte con la sua torcia fiammeggiante facendoli fuggire. Pete intuisce che i funghi che ricoprono gli uomini della caverna sono gli stessi che crescono sulla frutta in scatola di Ramsey e che quelli uomini altri non sono che le vittime dei sacrifici che il dottore ha rinchiuso nella caverna le cui pareti sono piene del fungo parassita. Poco dopo il fungo a crescita rapida inizia a scivolare in grandi macchie lungo i lati della caverna.
Intuito che deve esservi una via di fuga che porta alla casa di Ramsey, Pete lascia Gina con Dan e si mette alla sua ricerca. Pete trova la porta che conduce alla casa del dottore e vedendo che Ramsey si rifiuta di aprirgli sfonda la porta a colpi di piccone. Realizzato che il fungo, che finora non era riuscito a sopravvivere a contatto con l'aria aperta, ha sviluppato un'immunità e sta ora crescendo fuori controllo, Ramsey decide di far esplodere degli esplosivi per sigillare la caverna impedendo così al fungo di uscire o altrimenti distruggerà il mondo. Pete trascina Ramsey nella grotta con sé per farsi aiutare a portare in salvo Dan mentre Concha fa esplodere degli esplosivi. L'esplosione provoca un crollo che uccide Ramsey, il cui corpo viene poi consumato dal fungo. Dan muore poco dopo per le ferite e Pete e Gina, indossata l'attrezzatura subacquea che hanno portato con sé, attraversano un tunnel sottomarino che dalla grotta li conduce verso la sicurezza di una bellissima spiaggia tropicale.

## Produzione
Il progetto era originariamente conosciuto come Beyond Terror. Sir Lancelot ha firmato per apparire nel film per approfittare della mania del calypso.
È stato il primo di un contratto di otto film tra la Emirau Productions di Charles Marquiss Warren e la 20th Century Fox.
The Unknown Terror è stato girato tra la fine di marzo e l'inizio di aprile del 1957 in quello che Powers chiamava "il vecchio Producers Studio" di Hollywood. Il titolo provvisorio del film era Beyond Terror, di cui Powers disse: "Penso che sarebbe potuto essere un titolo migliore." Secondo l'American Film Institute (AFI), il nome e il compositore della canzone eseguita da Sir Lancelot durante il film sono sconosciuti. La musica per il film è elencata nei titoli di coda come di Raoul Kraushaar, ma senza menzione dei singoli brani musicali.

## Distribuzione

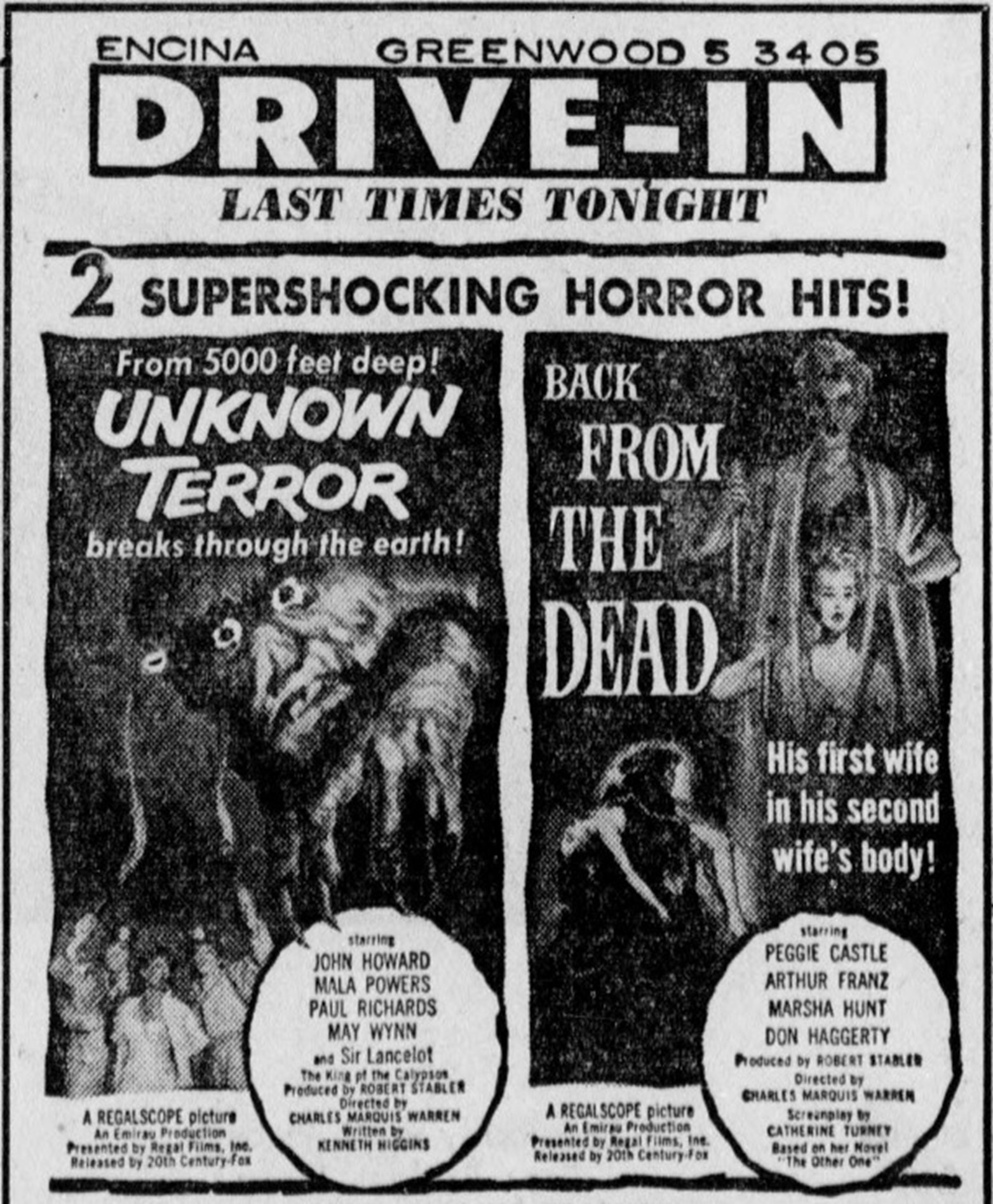
Pubblicità drive-in del 1957 per The Unknown Terror e il film correlato, Back from the Dead.

The Unknown Terror è stato il primo film in doppia programmazione con Back from the Dead, entrambi realizzati dalla Regal Films e usciti negli Stati Uniti il 12 agosto 1957. Il pressbook per i film si riferisce a loro come "2 Supermonstrous Superhuman Supershockers!"
Quando il film uscì nel Regno Unito nell'ottobre del 1957, gli fu concesso un certificato A dal British Board of Film Censors. Un "certificato A" significava che il film era considerato "più adatto per gli adulti." The Unknown Terror uscì in Svezia il 1 dicembre 1957 ed in Messico e Grecia in date non specificate. La Twentieth Century Fox ha distribuito il film nelle sale del Regno Unito e degli Stati Uniti.
In Italia il film è tutt'ora inedito.
Il film è stato distribuito in televisione attraverso la National Telefilm Associates nel 1960. A Chicago, ad esempio, è stato mostrato ripetutamente dopo il 1964, quando la WBBM-TV istituì i "Science Fiction Wednesdays" come parte della serie di film giornalieri Early Show della stazione. È stato anche trasmesso regolarmente in varie fasce orarie e in vari giorni (di solito a partire dalle 10:30 pm e dall'1:25 am Central Time) nella serie di film della WGN-TV di Chicago Creature Features. Il film non è stato disponibile per la visione domestica individuale fino al 2004, quando Teakwood Studios ne ha messo in vendita una versione "non autorizzata" nei formati VHS e DVD.

## Accoglienza

### Critica
The Unknown Terror non sembra aver ottenuto recensioni particolarmente favorevoli al momento della sua uscita. BoxOffice nel suo articolo regolare "Review Digest" ha riassunto le valutazioni complessive date al film da sei pubblicazioni: The Hollywood Reporter e The Film Daily hanno scritto che era "buono"; Parent's e Harrison's Reports lo hanno definito "discreto"; e Variety e BoxOffice lo hanno entrambi classificato come "scadente." Per le riviste che hanno inserito il film nella categoria "scadente", "Kove", scrivendo su Variety dopo aver visto in anteprima il film allo studio il 30 luglio 1957, ha affermato che era per "clientela acritica" e che la regia è "a livello elementare. La sceneggiatura di Kenneth Higgins si distingue solo per la sua qualità ammuffita."
I critici cinematografici non sono stati d'accordo sull'ambientazione precisa del film, chiamandola in vari modi: Messico, America Centrale, America del Sud e Caraibi. I dialoghi all'interno del film si riferiscono alla location solo come "le coste dei Caraibi."
Gran parte del commento critico su The Unknown Terror si è concentrato sugli effetti speciali, ovvero il fungo e gli uomini-mostri ricoperti di funghi. La maggior parte dei critici, sia al momento dell'uscita del film che in seguito, concordano sul fatto che il fungo assomiglia molto alla schiuma di sapone. Il critico cinematografico americano Bill Warren nella sua recensione del 1957 sul The Monthly Film Bulletin ha affermato che "il fungo assomiglia a quantità gigantesche di detersivo di buona qualità." Warren ha continuato scrivendo che "alcuni funghi assomigliano alla schiuma di sapone, ma il contrario non è vero: la schiuma di sapone non convince come minaccia fungina" e, come tale, "la credibilità si dissolve nella schiuma." Bryan Senn, critico cinematografico americano, dice in modo simile che "è difficile far sembrare minaccioso un gruppo di schiuma di sapone che avanza" e che "le creature stesse non vengono mai mostrate troppo chiaramente, il che è un bene poiché ispirano più minaccia in una silhouette spugnosa che in una vista completa e frizzante (su cui sembrano esattamente quello che sono: attori con pezzi di cotone sporco attaccati ai loro volti)." Il critico cinematografico britannico Phil Hardy scrive che "i mostri sono involontariamente esilaranti – sono semplicemente attori completamente ricoperti di schiuma di sapone." E Warren dice che "ci si chiede disperatamente perché i realizzatori del film non abbiano considerato come avrebbe potuto reagire il pubblico quando ha visto enormi quantità di schiuma cadere dalle pareti delle caverne. Non è probabile che non gliene importasse... è più probabile che abbiano tristemente giudicato male l'aspetto della loro minaccia e l'intelligenza della maggior parte del pubblico dei film dell'horror e di fantascienza."
Due degli attori di The Unknown Terror hanno anche commentato gli effetti speciali. Powers ha detto in un'intervista che il trucco degli uomini-mostro ricoperti di funghi "era solo cotone, messo con un adesivo liquido o una gomma da masticare." E mentre Howard ha definito i mostri "solo sciocchezze" in un'intervista, ha anche detto che "guardando il film, ho pensato che sembrassero bolle di sapone che scendevano dalle pareti di una caverna. Non vedevo come questo avrebbe potuto spaventare qualcuno, ma di sicuro ha spaventato i miei figli – erano spaventati a morte!"